# Mariä Himmelfahrt (Kirchhof)

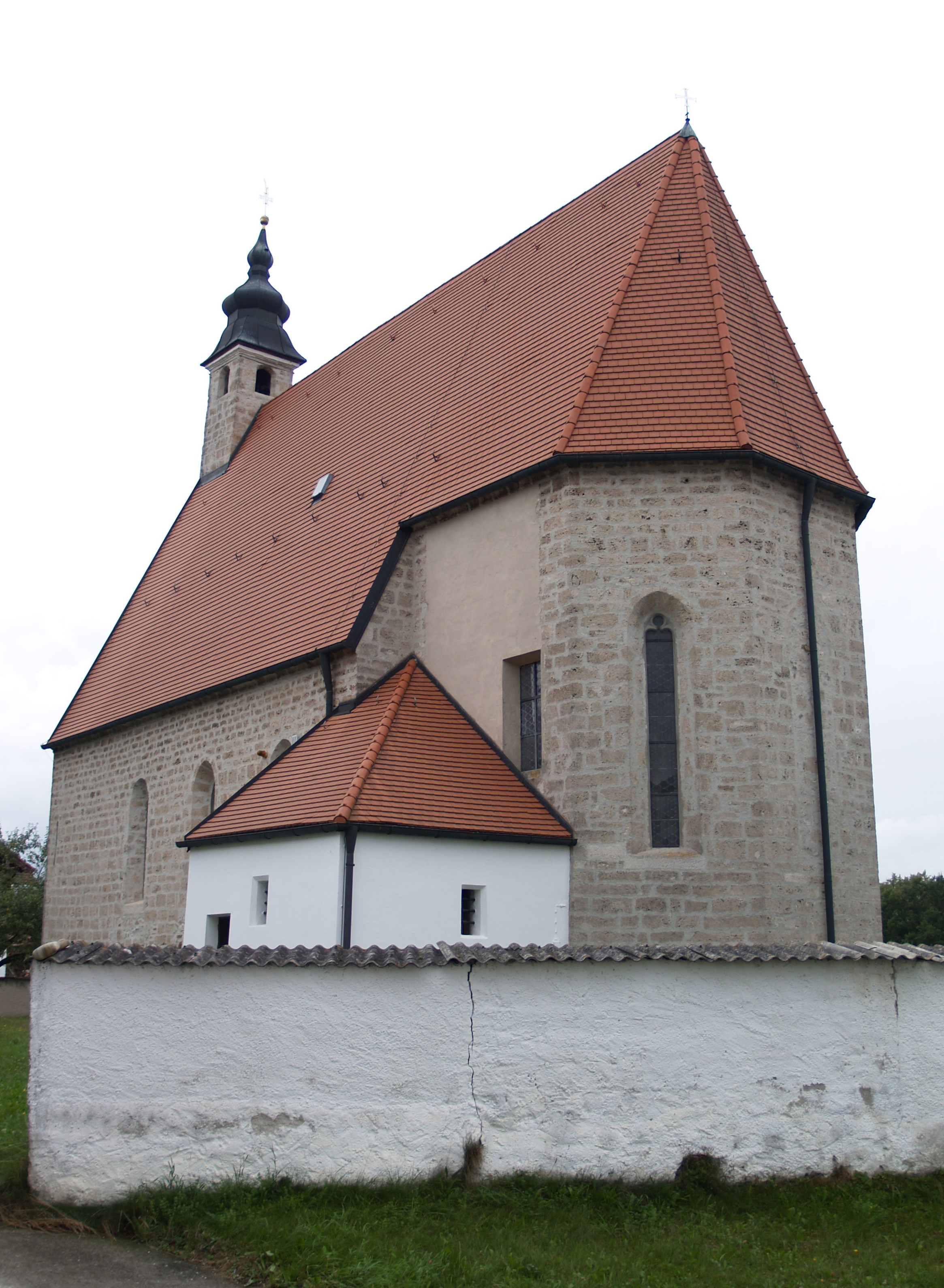
Mariä Himmelfahrt in Kirchhof

Die römisch-katholische Filialkirche Mariä Himmelfahrt ist eine gotische Saalkirche im Ortsteil Kirchhof von Petting im oberbayerischen Landkreis Traunstein. Sie gehört zum Pfarrverband St. Michael Kirchanschöring im Dekanat Traunstein im Erzbistum München und Freising. Abgesehen von dem wertvollen Wandgemälde im Chor, das zu den frühesten im Rupertiwinkel zählt, enthält die Kirche wertvolle Werke des noch wenig erforschten Brandhofener Bildhauers Martin Plasisganik.

## Geschichte und Architektur

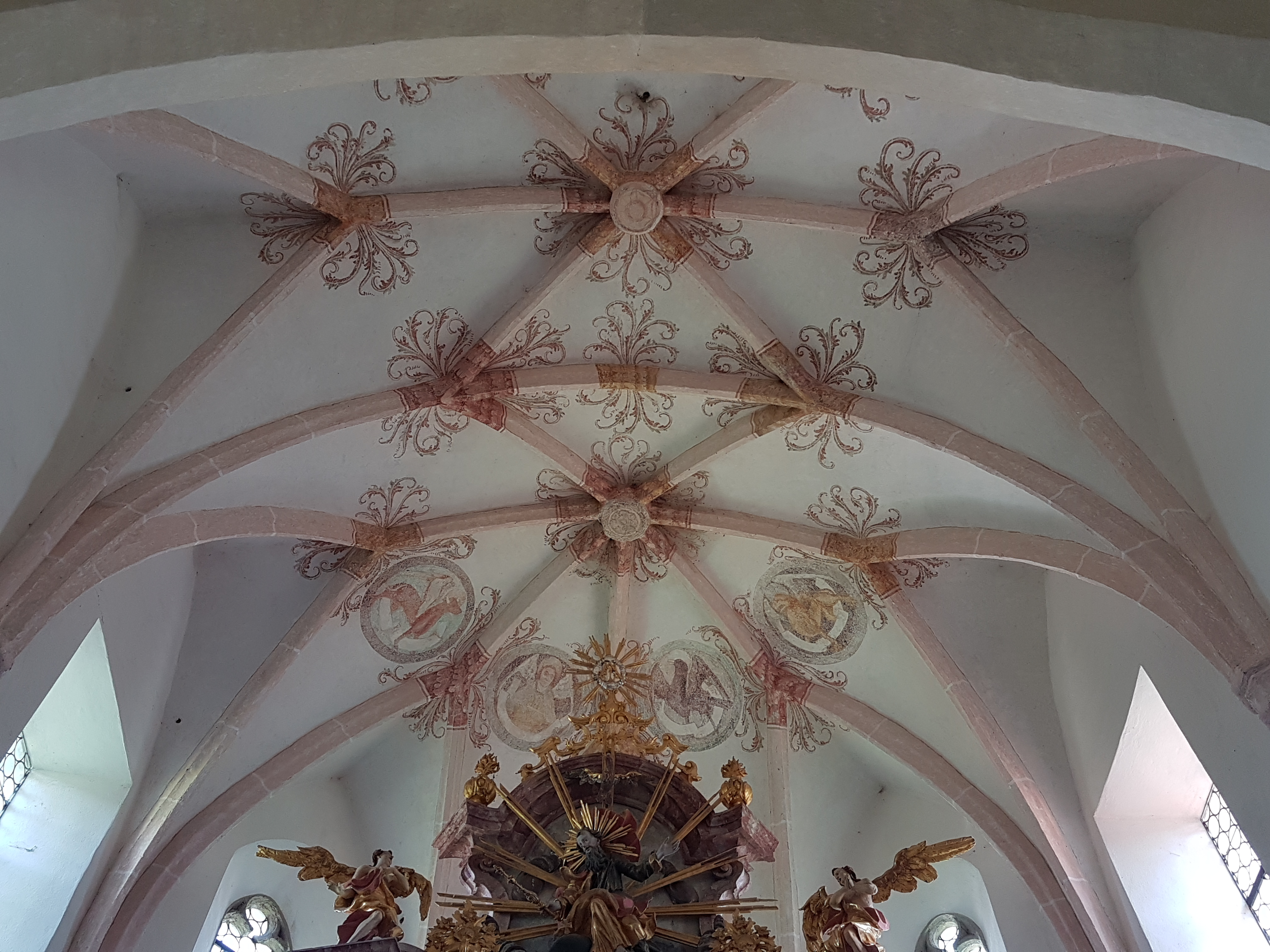
Chorgewölbe mit Malereien

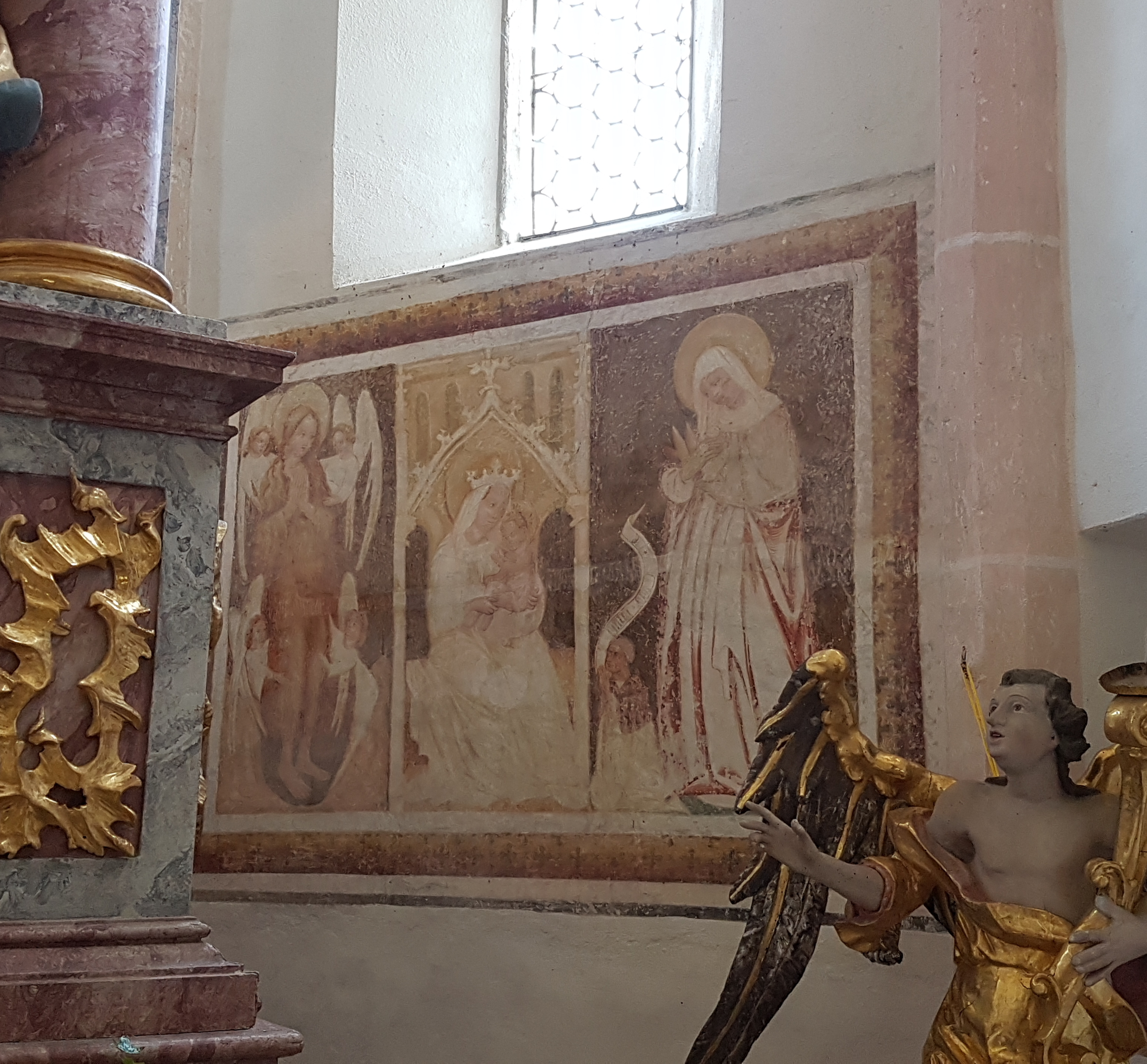
Chorfresko

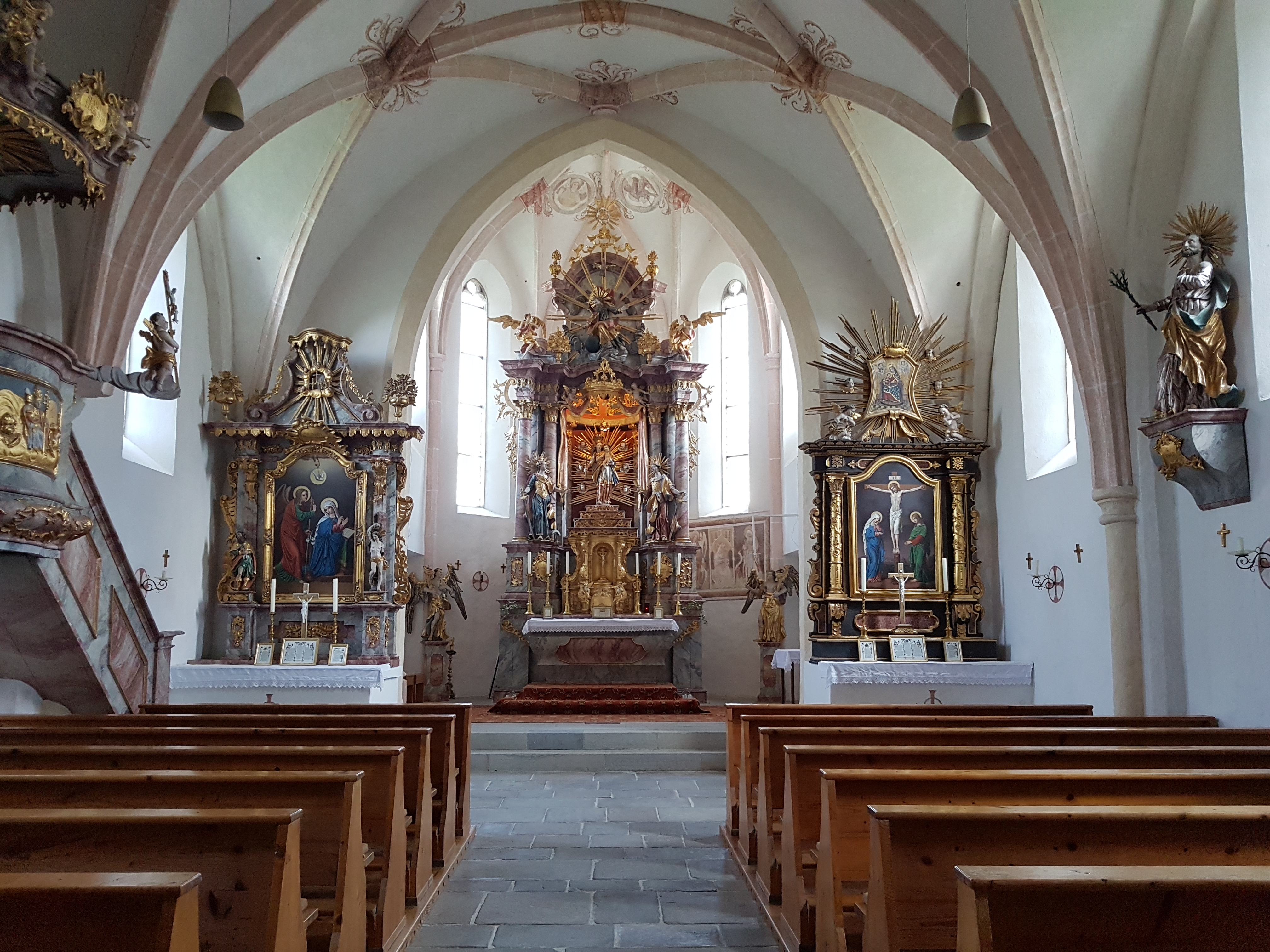
Innenansicht nach Osten

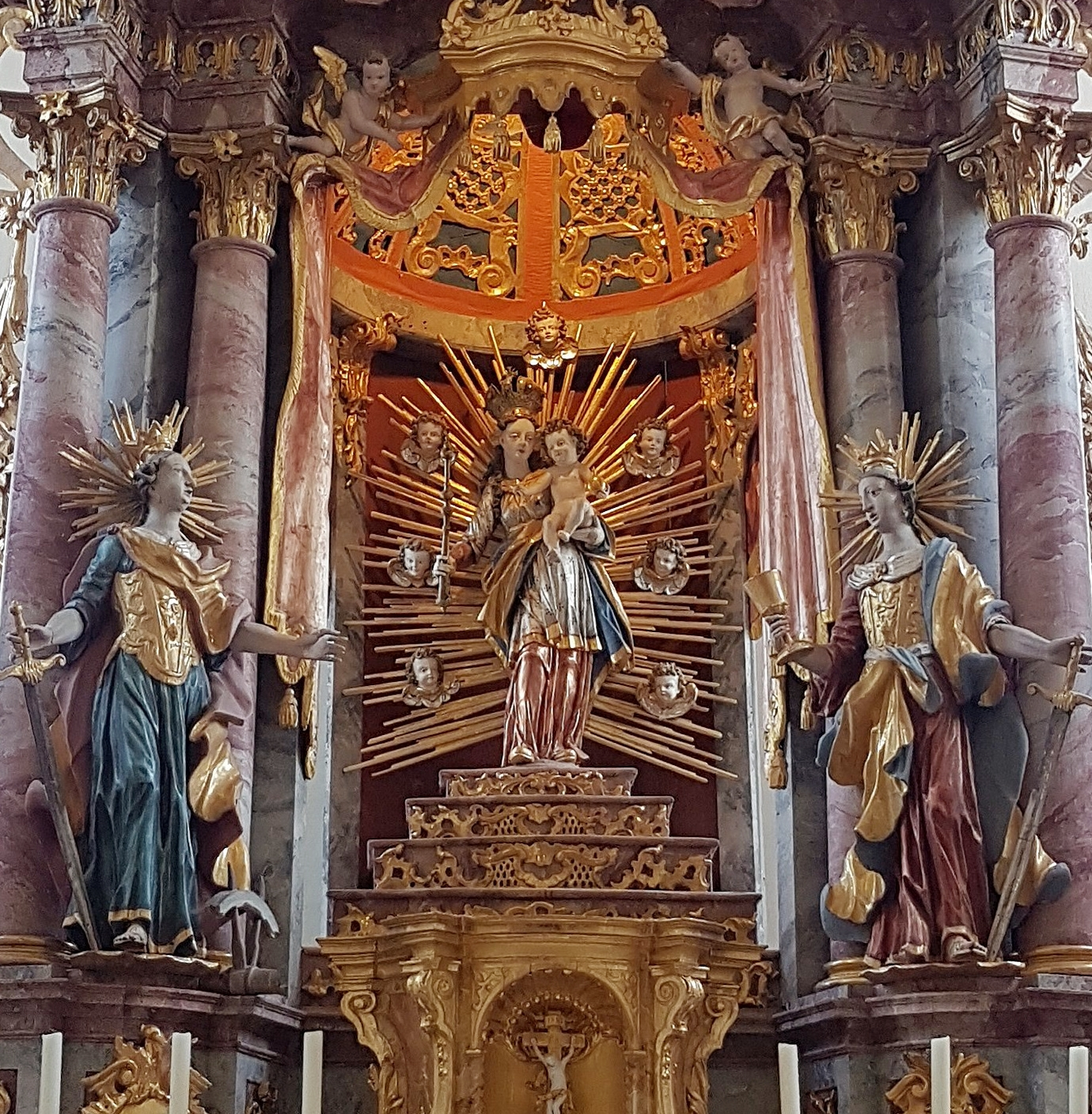
Retabel des Hochaltars

Bereits im 14. Jahrhundert wurde der Hof St. Christoph im Besitz der Herren von Eichheim von den Salzburger Erzbischöfen erworben. Der als „curia ad sanctum Christoforum“ genannte Hof enthielt eine damals schon bestehende, dem heiligen Christophorus geweihte Kirche oder Kapelle als Vorgängerin der heutigen Kirche. Der Wechsel des Patroziniums erfolgte mit dem Neubau. Die Kirche war früher Ziel einer Marienwallfahrt. Mit dem Neubau aus Tuffquadern wurde um 1420 eine vierjochige, einschiffige Saalkirche mit dreiseitigem Schluss errichtet. Anstelle eines Turmes ist ein Dachreiter vorhanden. Das Innere wird durch ein tief ansetzendes Netzgewölbe über Wandvorlagen und Diensten mit profilierten Kapitellen abgeschlossen. Die Schlusssteine im Scheitel der Joche sind mit Darstellungen von Maria mit Kind, des Christusantlitzes und eines nicht näher bestimmten Wappens versehen. An der Südostseite des Chores ist ein Fresko aus der Erbauungszeit der Kirche mit einer Darstellung der Muttergottes zwischen den Heiligen Maria Magdalena und Elisabeth von Thüringen erhalten. Vor der Elisabeth kniend dargestellt ist ein Augustiner-Chorherr mit Schriftband als Stifter. Das Fresko steht dem Weichen Stil in der Gestaltung und Ausdruckskraft nahe und ähnelt im Stil der Darstellung der Elisabeth auf einem um 1410 datierten Altar der Streichenkirche, der von einem unbekannten Salzburger Meister stammt.

## Ausstattung
Die Ausstattung stammt aus der zweiten Hälfte des 18. Jahrhunderts und wurde in den Hauptstücken von Martin Plasisganik geschaffen. Der Hochaltar aus den Jahren 1740/1750 ist mit einem aufwendigen Baldachinretabel und seitlichen Doppelsäulen gestaltet, ähnlich dem Hochaltar in der Kirche in Weildorf. Im Schrein steht eine Schnitzfigur der Muttergottes aus der Zeit um 1640/1650, die von den Heiligen Katharina und Barbara flankiert wird. Das Gnadenbild wird von einem Strahlenkranz eingerahmt, darüber halten schwebende Engel einen kleinen Baldachin. Auf dem Gesims sind zu beiden Seiten kniende Engel und geschnitzte Blumenvasen, sogenannte Maikrüge, angeordnet. Im Altarauszug ist Gottvater als Ganzfigur auf Wolken im Strahlenkranz dargestellt, mit einer Taube des Heiligen Geistes darüber.
Vor dem Hochaltar steht ein Rotmarmorgrabstein für den Licentiaten Stephan Hueber aus dem Jahr 1648, der in den Kriegswirren umkam.
Der linke Seitenaltar aus der Zeit vor 1758 ist einfacher im Aufbau gehalten, aber ebenfalls reich verziert. Das Mittelbild zeigt Mariä Verkündigung und wurde um 1850/1860 möglicherweise von Johann Georg Weibhauser geschaffen. Darüber ist eine geschnitzte Inschriftkartusche angebracht, zu beiden Seiten schmale Pilaster mit Volutenkapitellen, davor die Figuren der Heiligen Rochus und Sebastian. Das Gebälk ist mit Schabrackenbordüre, einem geschwungenen Aufsatz mit Christusmonogramm im Wolkenkranz mit kleinen Puttenköpfen darüber versehen und wird von Strahlen umgeben und von Blumengirlanden gesäumt. Seitlich ist noch je eine reich geschnitzte Blumenvase aufgestellt.
Der rechte Seitenaltar in den strengen Formen des Salzburger Frühbarock in schwarz-goldener Fassung stammt von 1611. Er ist durch verzierte Säulen gegliedert, die auf Volutenkonsolen ruhen. Das Altarbild zeigt die Kreuzigung Christi aus der Zeit um 1850/1860 wie das Gemälde des linken Seitenaltars. Der Rokokoaufsatz wurde von Plasisganik vor 1758 geschaffen. Die Kopie des Gnadenbildes Maria Kirchenthal steht in einem an drei Seiten nach innen gebogenen Rahmen und ist von einem Strahlenkranz mit vier Puttenköpfen umgeben; auf den Außenseiten des Gebälks ist ein kniender Engel zu sehen. 
Die Kanzel an der Nordwand ist mit Skulpturen und Ornamenten von Plasisganik ausgestattet und wurde von Waginger Handwerkern geschaffen und gefasst. Sie ist marmoriert und mit vergoldetem Dekor versehen und zeigt im Mittelfeld des Kanzelkorbs ein vergoldetes Relief mit einer Darstellung der lehrenden Kirche in Gestalt des Papstes mit Kelch und den Evangelistensymbolen. Seitlich auf der Kanzelbrüstung ist ein Engel mit dem Kreuz angeordnet, der den Prediger an seine Pflicht, den gekreuzigten Christus zu verkündigen, erinnern soll. An der Rückwand der Kanzel ist ein Flachrelief mit dem segnenden Christus und der Weltkugel angebracht. Der geschwungene Schalldeckel mit Frontkartusche ist mit vier Putten versehen, von denen zwei auf dem Gesims Wappen halten; in der Mitte steht ein Engel mit dem Kreuz. Die Unterseite des Schalldeckels zeigt die Taube des Heiligen Geistes.
Im Langhaus sind Holzfiguren der Heiligen Joseph und Jakobus zu finden, die einst seitlich des Hochaltars standen. Verwahrt wird ein Auferstehungschristus vom Anfang des 16. Jahrhunderts. Im Westen ist eine Empore auf zwei Holzsäulen mit Brüstung zu finden. Die Orgel ist ein Werk eines unbekannten Orgelbauers aus der Zeit vor 1859 mit vier Registern auf einem Manual und Pedal.